# Christina River (Clearwater River)
Der Christina River ist ein etwa 460 km langer linker Nebenfluss des Clearwater River im Osten der kanadischen Provinz Alberta.

## Flusslauf
Der Christina River entspringt im Stony Mountain Wildland Provincial Park. Er fließt anfangs in südlicher Richtung, wendet sich dann später nach Osten. Er nimmt die rechten Nebenflüsse May River und Jackfish River auf und fließt nun in nördlicher Richtung. Der Christina River mündet schließlich 25 km östlich von Fort McMurray in den Clearwater River.